# 三角測量

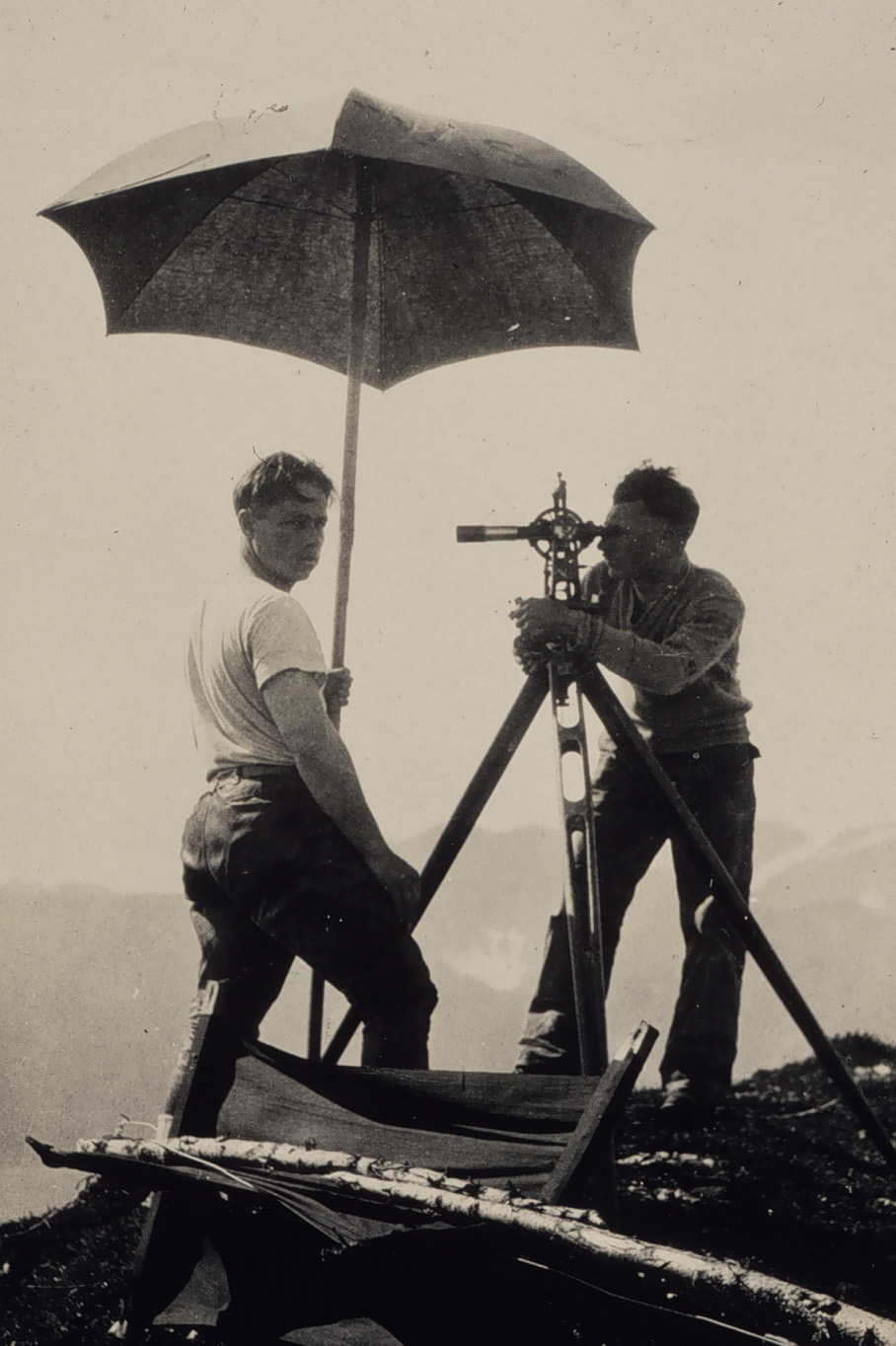
1929年在美國阿拉斯加州科迪亚克岛的一次三角测量

三角測量在三角學與幾何學上是一藉由測量目標點與固定基準線的已知端點的角度，測量目標距離的方法。而不是直接測量特定位置的距離（三邊量測法）。當已知一個邊長及兩個觀測角度時，觀測目標點可以被標定為一個三角形的第三個點。
三角量測亦可意指為超大三角形系統的精確測量，稱作三角量測網路。這源自於威理博·司乃耳於1615-17的作品，他展現出一個點如何能夠從附屬於三個已知點的角度來被定位，是在新的一未知點上量測而不是在先前固定的點上，這樣的問題叫做重新區塊化。調查誤差可被最小化，當大量三角形已建立在最大適當的規模。藉此參考方法，所有在三角內的點皆可被準確地定位。直至1980年代全球衛星導航系統崛起之前，此三角量測方法被用來準確化大規模的土地測量。

## 應用
光學3D量測系統亦使用這個原理來定義一個物體的空間維度及幾何形狀。基本上，此構造包含兩個感測器以量測物體。其中一個感測器主要是一個數位攝影裝置，另一個則可以是攝影機或光投影機。這兩個感測器的中心點以及對焦於物體表面的同一點，形成一個空間上的三角。於此三角形內，兩感測器間的距離是一必須是已知的基準值。藉由找出兩感測器投射線與基準線間的夾角，便可用三角測量法得知兩投射線交點的3D座標。

## 基於兩固定角度之距離量測

三角測量可用來計算岸邊與船隻之間的距離及座標。A頂點的觀察者測量岸邊與船隻之間的角度α，B點的觀察者則依同理測量出角度β，由長度l或已知的A及B點座標，則可由正弦定理取得在C點船隻的座標及距離d。

假設一量測目標點及兩個已知座標的參考點可形成一個三角形，則藉由計算三角形其中參考邊的長度，量測兩參考點與目標點形成的角度，即可找出目標點的距離及座標。
以下公式應用於平面或歐幾里得幾何上。如果量測距離遠到會受地球曲度的影響，這些公式將變得不準確，但可使用球面三角學推導出的複雜式子來取代。

### 計算
{\displaystyle \ell ={\frac {d}{\tan \alpha }}+{\frac {d}{\tan \beta }}}
根據三角恆等式{\displaystyle \tan \alpha ={\frac {\sin \alpha }{\cos \alpha }}}和{\displaystyle \sin \left(\alpha +\beta \right)=\sin \alpha \cos \beta +\cos \alpha \sin \beta }，此式可等於：
{\displaystyle \ell =d\left({\frac {\cos \alpha }{\sin \alpha }}+{\frac {\cos \beta }{\sin \beta }}\right)}
{\displaystyle \ell =d\ {\frac {\sin(\alpha +\beta )}{\sin \alpha \sin \beta }}}
因此，
{\displaystyle d=\ell \ {\frac {\sin \alpha \sin \beta }{\sin(\alpha +\beta )}}}
由此便可簡單定義出一未知點與觀察點間的距離，以及與觀察點往東西、南北向相差的位移量，終得完整座標。

## 歷史

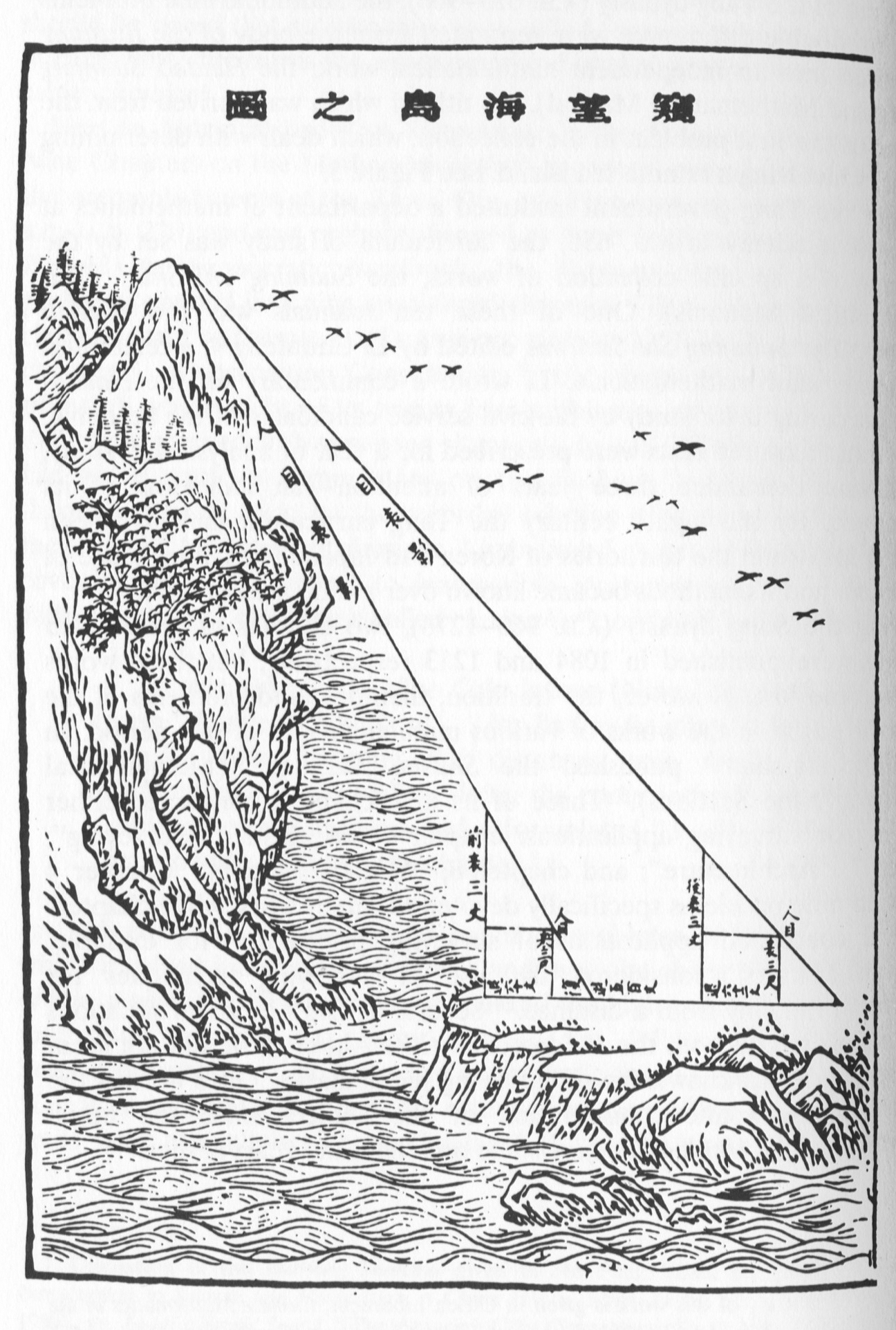
劉徽（公元263年）窺望海島之圖（公元1726年編修版）

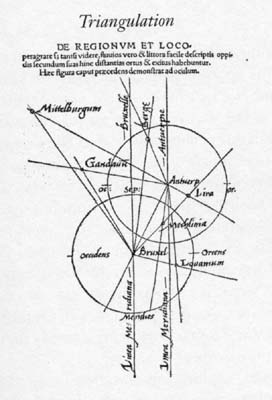
赫馬·弗里修斯於公元1533年提出使用三角測量繪製地圖。

當今三角測量有諸多用途，如土地測量、航海、計量學、天文測量學、雙眼視覺、火箭模型以及武器的彈道方向。
使用三角測量估測距離可追溯到古代。公元前六百多年，希臘哲學家泰勒斯藉由測量自己及金字塔的影子長度，以及自己的身高，並運用相似形的原理（截線定理）來測量金字塔的高度。泰勒斯亦根據此原理推算自己與海上船隻的距離，以及推算懸崖的高度。這類技術對於古埃及人來說並不陌生。一千多年前，萊因德數學紙草書中的第57道題，定義了叫謝特的單位來表示跑多少能增加多少斜率的比率，如同現在所使用坡度的倒數。古希臘人以一個叫戴普銼的視線棒來量測斜率與角度，可謂使用照準儀的先驅。使用此儀器來遠距測量長度及尺規作圖的細節被保存至現代，記載於希羅的戴普銼（公元10–70年），但此一技術後來在歐洲失傳。在中國，裴秀（公元224年－271年）提出「製圖六體」的第五條：方邪（測量直角銳角），做為精確地測量距離的必要條件。同時期的中國數學家劉徽（公元263年）則提出了一個計算方法，以測量無法到達的地點之直角距離。在此時空領域中，三角測量明顯沒有被羅馬的地理調查專家們（agromensores）所使用，但隨著具有伊斯蘭幾何學及製圖學的星盤傳入中世紀的西班牙，當時著名的天象學家如伊本·沙法爾（公元1035年）。比魯尼（公元1048年）亦推出了使用三角測量法來測量地球的大小及不同地點間的距離。而羅馬人使用的簡化技術似乎與當時歐洲地理調查專家使用的複雜技術同時存在。但此類技術在12世紀的文藝復興中鮮少被翻譯成拉丁文，並且以緩慢速度為歐洲人熟悉。記載於公元1300年之中古世紀，專門用來測量角度的雅各伯棍，以及最早存在紀錄是公元1296年間的波特蘭型海圖中，準確的海岸線樣貌調查與繪製，顯示可能有更多此類技術被發掘及使用於西班牙。

### 赫馬·弗里修斯與三角量測於地圖測繪的之應用
法蘭德斯地圖製作者赫馬·弗里修斯提出使用三角測量來準確地定位遠方地點以製作地圖，在公元1533年所編寫關於描述地點方法的小冊子，並附錄於一個1524年暢銷新版的彼得魯斯·阿皮亞努斯的皮革製宇宙誌之附錄。此技術後來變得非常有影響力，並流傳於德國、奧地利、以及紐西蘭。
公元1579年在斯堪地那維亞的天文學家，第谷·布拉赫在瑞典汶島上應用赫馬·弗里修斯的方法完成一詳盡的三角測量，他在島上使用松德海峽兩側為關鍵參考地標來觀測距離，於1584年產出了該島的地產平面圖。
在英格蘭赫馬·弗里修斯的方法被收錄在越來越多的地理調查書籍，從中世紀起，包括威廉·克尼厄姆的《宇鏡世界》（公元1559年），貝倫譚·雷（Valentine Leigh）的《陸地測量總論》（公元1562年），William Bourne的《航海守則》（公元1571年），托馬斯·迪格斯的《幾何學練習》（Pantometria）（公元1571年），以及 約翰·諾登的《調查家的對話》（公元1607年）。
有人認為克里斯多福·薩克斯頓也許有使用過粗淺的三角測量來放置特徵點在他1570年的郡地圖，不過也有其他人認為，當從有利的觀察點獲得粗略的特徵間的關係，他可能只是用簡單的猜測來估計距離。

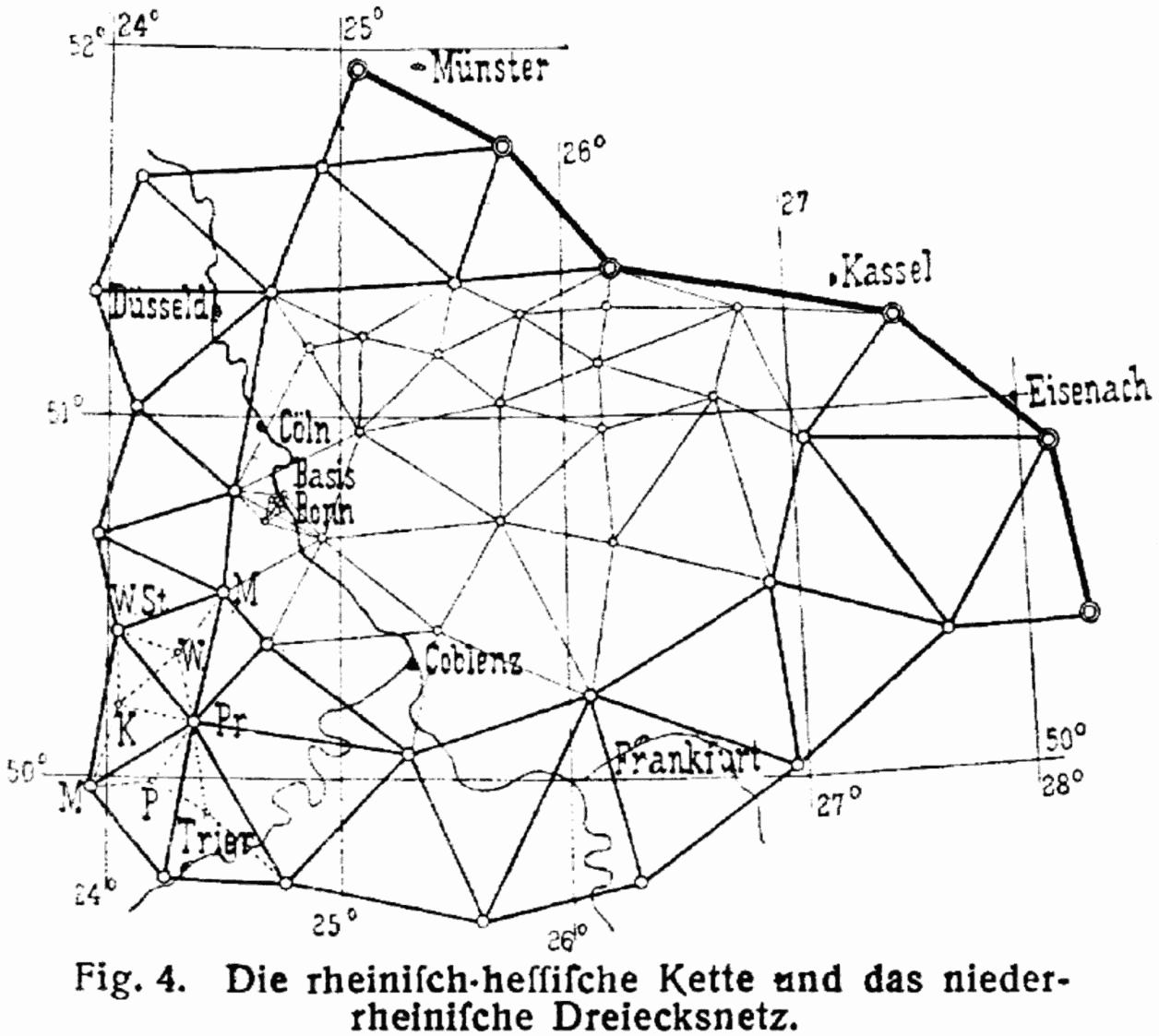
十九世紀三角量測網路，於萊茵-海塞的三角測量

### 威理博·司乃耳與現代三角測量網路
現代系統化的三角測量網路源自於荷蘭數學家威理博·司乃耳，他在公元1615年使用一個包含33個三角形的多角形鏈結，測查了從阿爾克馬爾到貝亨奧普佐姆的距離，趨近於70英里（110公里）。這兩個鎮相隔一個經度，因此根據他的測量，可以計算出一個地球圓周長的值。威理博·司乃耳發表於1617年的著作《Eratosthenes Batavus》（荷蘭埃拉托斯特尼）專門描述這項方法與創舉。。司乃耳計算平面公式如何被修正以合乎地球曲率。他亦展示如何使用一未知點與三角頂點連線交錯的角度來重切或計算，一個三角內的未知點座標，相較於仰賴羅盤上頂點的轉動，這些座標點可被量測地更精確，建構此方法的關鍵想法：先調查大範圍主要網路的控制點，再接者定位主要網路中的次要點位。
金‧皮卡於1669-1670年間使用司乃耳的方法，以十三個三角串鏈來調查延著巴黎子午線，從巴黎往北延伸至鄰近亞眠市之蘇爾東鐘樓的一緯度。裨益於儀器及精度的演進，皮卡的量測被認為是第一個合理地準確量測的地球半徑。經過一個世紀，卡西尼家族將這樣的技術做了最顯著的延伸：公元1683年至1718年間，乔瓦尼·多梅尼科·卡西尼以及他的兒子傑可斯·卡西尼（Jacques Cassini）考查了從敦克爾克到佩皮尼昂的整段經線，且在公元1733與1740年間，傑可斯以及他的兒子科科·卡西尼承辦了第一個全國性的三角測量計畫，包含一個經度的重新考查，直至1745發表第一個基於嚴謹規則的法國製地圖。
至此，三角量測法被良好地建立及運用在區域性的地圖製作，但只有到了18世紀末，其他國家才開始建立詳細的三角量測網絡調查，以建立全國性地圖。公元1853年，英國地形測量局開始編撰大英三角量測學，直至1853年才完成；此外，始於1801，在印度進行的大三角地理調查，最終命名且標註了聖母峰，以及其他喜馬拉雅山脈的高峰。於法國的拿破倫時代，自1801年開始，金‧喬斯夫‧全寇特將法國的三角量測學推廣至德國萊茵蘭，接續由普魯士將軍卡爾堋‧莫福英在1815年完成。同時間，著名的數學家卡爾·弗里德里希·高斯據信從1821年至1825年，根據漢諾瓦王國的三角量測學,他發展出最小平方法以求得大型系統方程組問題的最佳解，增進了更多量測的真實性。
直至今日，建立於1980年代的衛星導航系統，已廣泛地取代用於定位的大型三角量測網路。但許多早期三角量測的控制點依然被保留下來，成為歷史特色的地標，例如，建立於大英三角量測重測期間（公元1936年–1962年），用混凝土修筑的三角點，或是斯特魯維測地弧（公元1816–1855年）的眾多三角點，至今被聯合國教科文組織（UNESCO）列為世界遺產。

## 延伸閱讀
- Bagrow, L.（1964）History of Cartography; revised and enlarged by R.A. Skelton.  Harvard University Press.
- Crone, G.R.（1978 [1953]）Maps and their Makers: An Introduction to the History of Cartography（5th ed）。
- Tooley, R.V. & Bricker, C.（1969）A History of Cartography: 2500 Years of Maps and Mapmakers
- Keay, J.（2000）The Great Arc: The Dramatic Tale of How India Was Mapped and Everest Was Named. London: Harper Collins. ISBN 0-00-257062-9.
- Murdin, P.（2009）Full Meridian of Glory: Perilous Adventures in the Competition to Measure the Earth. Springer. ISBN 978-0-387-75533-5.